# ニプコー円板
ニプコー円板（英: Nipkow disk または 英: Nipkov disk、ニポー円板、ニポウディスクとも。）とは、パウル・ニプコウが発明した機械式画像走査器具である。この走査円板は1920年代の機械式テレビジョンの基本構成部品であった。

## 物理的構造

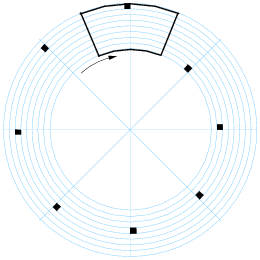
ニプコー円板の模式図。穴の環状の経路を示している。

この器具自体は適当な材質（金属、プラスチック、厚紙など）の回転する円板であり、等間隔で穴が開けられている。
穴の位置を結ぶと、外から円板の中心へと向かう螺旋になっていることがわかる。ちょうどレコード盤の溝に似ている。円板が回転するとそれぞれの穴はリング状の軌跡を描き、その径は円板の中心からの位置で決まる。また、リングの太さは穴の径によって決まる。各リングが互いに重なるかどうかは円板の製作時の精度に依存する。

## 動作原理
レンズを使って画像を円板に直接投影する。螺旋上のそれぞれの穴から画像の水平なスライスが得られ、センサーがそれを明るさのパターンとして検出する。この信号を光に変換し、同期して回転する別のニプコー円板を通して再構成することで同じ画像が得られる。ただし、この場合得られる画像の大きさはオリジナルと同じである。
回転するニプコー円板を通して物体を見たとき、比較的小さな扇形の窓（例えば円板の8分の1から4分の1の角度）を通して見ると、物体が回転する穴の軌跡を通して見えることになる。円板の回転が十分高速であれば、物体は完全に見えることになる。これはちょうど映画の撮影と似ており、動きを捉えることもできる。
直観的には、黒い厚紙の円板の一部だけをくりぬいて回転させることを想像すれば理解できるだろう。
ニプコー円板の画像走査器具としての弱点は、走査線が直線ではなく、曲線を描いている点である。現代の電気式テレビは走査線で画像の上端から水平方向に走査し、順次下方に移動させてゆくが、ニプコー円板では画像の外縁から渦巻状に順次中心向かって収斂する連続の点で走査することとなる。従ってニプコー円板は非常に大きな径が望ましく（つまり曲率が小さい）、窓はなるべく小さいのが望ましい。よりよい画像を得るには、なるべく小さな穴（マイクロメートル単位程度）を円板の外周に近い部分に開けることも考えられるが、技術革新によって画像走査法としては電子式が主流となった。

## 利用と応用
ニプコー円板の数少ない利点として、センサ（光を電気信号に変換する機器）として単純なフォトレジスタやフォトダイオードが利用可能である点が挙げられる。ニプコー円板とセンサだけで画像が走査され、あとはタイミングを合わせる機構だけを考えればよい。ニプコー円板を駆動するモーターと光センサ、結像のための器具（レンズなど）だけで簡単な撮影機器が構成できる。
別の利点として、受像機器と撮像機器がほぼ同じ構成で製作可能という点が挙げられる。この場合、光センサを光源に置き換えて、送られてきた信号でその光源を駆動すればよい。同期の方法は別途考えねばならない（手動から電気信号制御まで各種の案がある）。
スコットランドの発明家ジョン・ロジー・ベアードは、これらの特徴を生かして世界初の機械式テレビを開発した。また、1920年代の実験的な画像ラジオ放送もニプコー円板を利用していた。

## 欠点
横方向の解像度に比べ、ニプコー円板での縦方向の解像度は円板上の穴の数に制限されるという弱点がある。実用化されたものは30から100程度であり、200個を超える穴を持つニプコー円板が試されたことはほとんどない。
深刻な欠点として、ニプコー円板による映像が非常に小さいという点が挙げられる。例えば、切手ぐらいの大きさの画像を得るのに径30cmから50cmのニプコー円板を必要とした。これは、前述の通り、走査線をなるべく直線に近づけるためであった。
実際、ニプコー円板を使用した初期のテレビでは、径30 - 50cmのニプコー円板を使い、30 - 50個の穴が開けられていた。動作させると騒音がひどく、重くて解像度も低く、ちらつきもひどかった。撮影側でも撮影対象を強烈に照らす必要があった。

## 応用例
以上に述べたように機械式テレビは広く使われるには至らなかったが、光学顕微鏡の中でも強力な共焦点顕微鏡の一部で活用されている。また、ニプコー円板を小型化かつ高速化して高速写真撮影に使う場合もある。